# 6 Pułk Czołgów Ciężkich

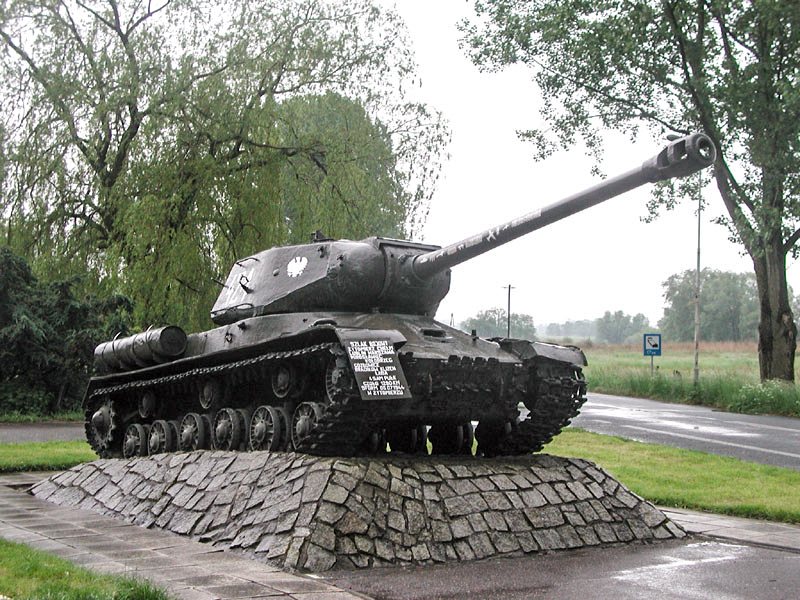
czołg ciężki IS-2

6 Drezdeński pułk czołgów ciężkich (6 pcz) – oddział wojsk pancernych ludowego Wojska Polskiego.
Formowany po raz pierwszy w Chełmie jesienią 1944 roku. 15 listopada zaniechano formowania jednostki. Odtworzony w 1946 roku na bazie rozformowywanej 3 Drezdeńskiej Brygady Pancernej. W 1955 roku przeformowany na 34 Drezdeński batalion czołgów ciężkich i artylerii pancernej.

## Formowanie i zmiany organizacyjne
Pułk został sformowany po raz pierwszy w Chełmie, na mocy rozkazu Nr 41 Naczelnego Dowódcy WP z 6 października 1944 roku, w składzie 3 Armii WP, według etatu Nr 010/460. Szkolenie prowadzono w Chełmie od chwili sformowania. Pułk wyposażony był w czołgi IS-2. W związku z rezygnacją z formowania 3 Armii WP rozkazem Naczelnego Dowódcy WP nr 59 z 15 listopada pułk rozwiązano, a sprzęt zwrócono do magazynów Frontu.
Pułk odtworzono w 1946 roku, w garnizonie Opole, w wyniku przeformowania 3 Drezdeńskiej Brygady Pancernej. Wszedł w skład Okręgu Wojskowego Śląsk.
Na podstawie rozkazu MON nr 0056/Org. z 30 marca 1949, pułk przeformowano i włączono w skład 10 Dywizji Pancernej. Etat nr 5/57 z 30.03.1949 przewidywał 981 wojskowych i 26 pracowników kontraktowych. Przy reorganizacji wykorzystano też sprzęt i ludzi rozformowywanego 25 pułku artylerii pancernej. Pułk przeniesiono z Bolesławca do Wrocławia w dniach 2–3 maja 1949 roku.
W czerwcu 1950 wyłączono go ze składu 10 Sudeckiej Dywizji Pancernej, przeniesiono na etat pułku czołgów ciężkich i podporządkowano dowódcy 2 Korpusu Pancernego.

Pułk czołgów ciężkich korpusu posiadał: cztery kompanie czołgów ciężkich, kompanię fizylierów, batalion artylerii pancernej, kompanie: dowodzenia, technicznego zaopatrzenia i szkolną. Pułk liczył 678 żołnierzy Jego sprzęt bojowy stanowiły 23 czołgi ciężkie IS-2 i 13 ciężkich dział pancernych ISU-122.

Wiosną 1951 wprowadzono nowe etaty. W pułku czołgów ciężkich korpusu rozwiązano kompanię dowodzenia, a wchodzące w jej skład plutony łączności i saperów usamodzielniono. Kompanie czołgów ciężkich weszły w skład batalionu czołgów ciężkich. W batalionie artylerii pancernej pancernej zwiększono liczbę kompanii z 2 do 4 zmniejszając jednocześnie w każdej z nich liczbę plutonów z 3 do 2. Nowym pododdziałem był skadrowany batalion artylerii pancernej o strukturze identycznej jak batalion rozwinięty. W miejsce kompanii fizylierów powstał batalion fizylierów składający się z: dwóch kompanii fizylierów i kompanii piechoty zmotoryzowanej, baterii przeciwlotniczej, baterii artylerii i plutonu łączności. W kompanii technicznego zaopatrzenia utworzono dodatkowy pluton robót specjalnych.
Pułk dziedziczył tradycje i sztandar 3 Drezdeńskiej Brygady Pancernej 1 Korpusu Pancernego z 2 Armii WP.
Jednostka stacjonowała we Wrocławiu do roku 1955, kiedy została przeniesiona do Biedruska i przeformowana na 34 Drezdeński batalion czołgów ciężkich i artylerii pancernej.
Podstawowymi wozami bojowymi pułku były 23 czołgi ciężkie IS-2 oraz 42 działa pancerne ISU-152.

## Żołnierze pułku
dowódcy pułku
- ppłk Piotr Skorniakow (od 24.10 – 28.11.1944)
- mjr Adam Badecki (25.05.1948–4.05.1951)
- ppłk Adolf Humeniuk (4.05.1951–1953)
- mjr Stanisław Rogowski (1953)
- mjr Kłosowski (1954)
- mjr Jan Krasny (1954–1955)